# Поље Крапинско
Поље Крапинско је насељено место у саставу Града Крапине у Крапинско-загорској жупанији, Хрватска. До територијалне реорганизације у Хрватској налазило се у саставу старе општине Крапина.

## Становништво
На попису становништва 2011. године, Поље Крапинско је имало 666 становника.

## Попис1991.
На попису становништва 1991. године, насељено место Поље Крапинско је имало 676 становника, следећег националног састава:
| Попис 1991.‍  | Попис 1991.‍  | Попис 1991.‍ | Попис 1991.‍ | Попис 1991.‍ |
| ------------ | ------------ | ----------- | ----------- | ----------- |
|              |              |             |             |             |
| Хрвати       | Хрвати       |             | 664         | 98,22%      |
| Мађари       | Мађари       |             | 1           | 0,14%       |
| Пољаци       | Пољаци       |             | 1           | 0,14%       |
| Словенци     | Словенци     |             | 1           | 0,14%       |
| Чеси         | Чеси         |             | 1           | 0,14%       |
| остали       | остали       |             | 1           | 0,14%       |
| регион. опр. | регион. опр. |             | 1           | 0,14%       |
| непознато    | непознато    |             | 6           | 0,88%       |
| укупно: 676  |              |             |             |             |